# Strada statale 612 della Val di Cembra
La strada statale 612 della Val di Cembra (SS 612) è una strada statale italiana che si sviluppa nella Provincia autonoma di Trento, precisamente nell'omonima valle da cui prende il nome.

## Percorso

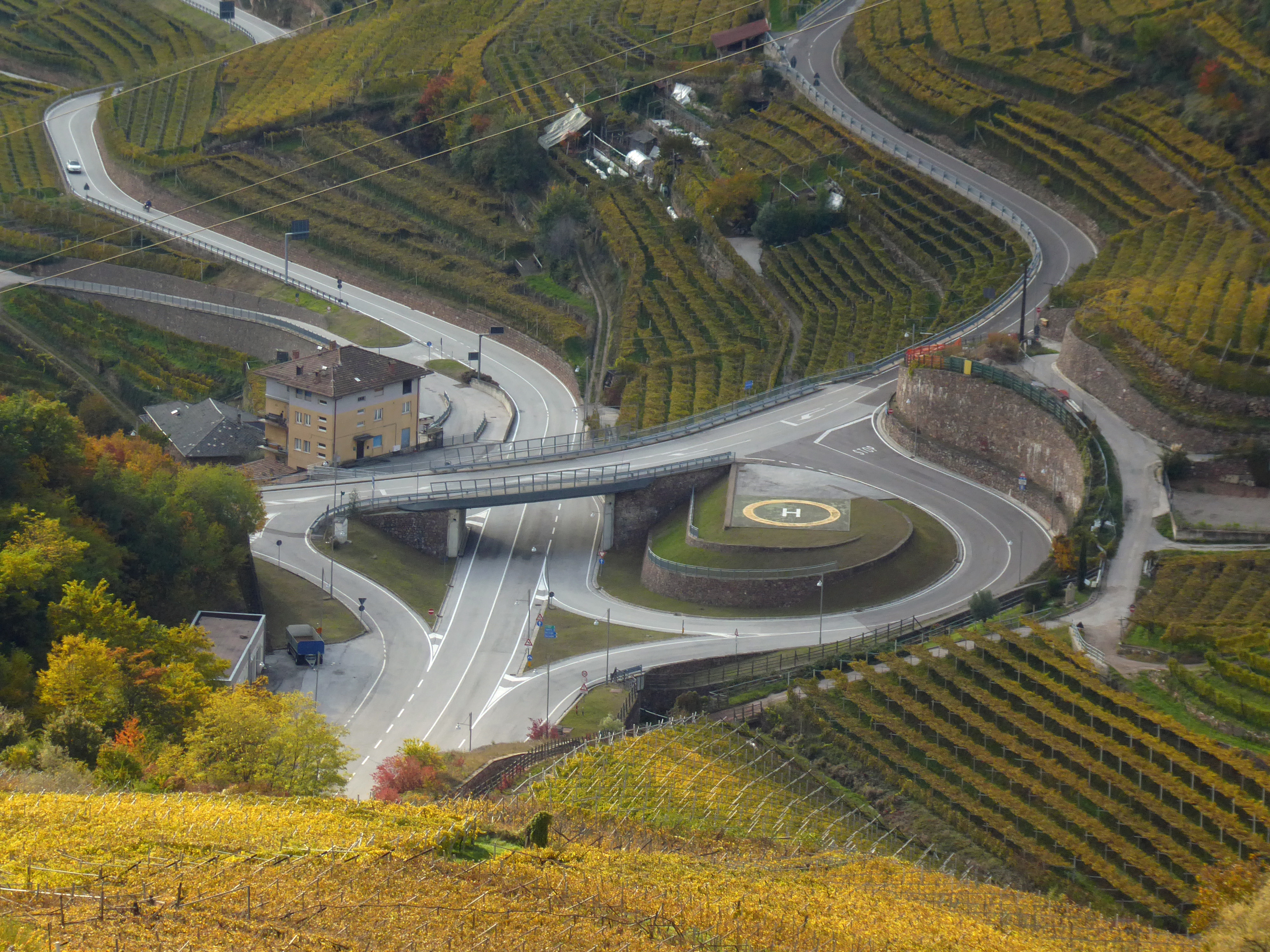
Lo snodo della SS 612 presso Verla di Giovo

Ha origine dalla strada statale 12 dell'Abetone e del Brennero nei pressi di Lavis e da qui risale la Val di Cembra attraversando in sequenza i comuni di Giovo (passando per la galleria), Cembra Lisignago e Altavalle, entrando quindi in Val di Fiemme e transitando nei territori di Capriana, Anterivo e infine Castello-Molina di Fiemme, dove s'innesta sulla strada statale 48 delle Dolomiti. Il breve tratto nell'estremità del comune di Anterivo, costeggiando il lago di Stramentizzo, ricade all'interno della provincia autonoma di Bolzano.

## Storia
Precedentemente già Strada Stalale 48 delle Dolomiti dal 1928 al 1934 e declassata a favore della miglior viabilità tra Castel di Fiemme e Ora, ritornò a essere contemplata nel piano generale delle strade aventi i requisiti di statale del 1959. Col decreto del Ministro dei lavori pubblici del 27 aprile 1973 viene elevata a rango di statale coi seguenti capisaldi d'itinerario: "Innesto strada statale n. 48 presso Cavalese - Cembra - innesto strada statale n. 12 a Lavis"; nel 1983 i capisaldi vennero invertiti.
In seguito al decreto legislativo 2 settembre 1997, n° 320, dal 1º luglio 1998 la gestione è passata dall'ANAS alla Provincia autonoma di Trento. Quest'ultima ha lasciato la classificazione e la sigla di statale (SS) alla strada, poiché non si tratta di un trasferimento dal demanio dello Stato a quello delle Regioni, ma di una delega in materia di viabilità, e pertanto la titolarità resta sempre in capo allo Stato.
Nel 2008 la variante esterna all'abitato di Verla è stata formalmente inserita nell'itinerario della statale in luogo del tratto che attraversava il centro abitato, contestualmente declassificato dato che era stata appena costruita la Galleria Verla.
Nel 2013 è stata invece la variante esterna all'abitato di Faver a essere formalmente inserita nell'itinerario della statale in luogo del tratto che attraversava il centro abitato, contestualmente declassificato.

## Strada statale 612 dir della Val di Cembra
La strada statale 612 dir della Val di Cembra (SS 612 dir) è una strada statale italiana che si sviluppa nella Provincia autonoma di Trento.
Essa funge da diramazione, staccandosi dalla SS 612, per il traffico diretto verso la strada statale 48 delle Dolomiti in direzione Ora.
Venne istituita col decreto del Ministro dei lavori pubblici del 25 giugno 1977, mutuando il percorso dalla strada provinciale 102 di Tistola, coi seguenti capisaldi d'itinerario: "Innesto strada statale n. 612 a Castello di Fiemme - innesto strada statale n. 48".
In seguito al decreto legislativo 2 settembre 1997, n° 320, dal 1º luglio 1998 la gestione è passata dall'ANAS alla Provincia autonoma di Trento. Quest'ultima ha lasciato la classificazione e la sigla di statale (SS) alla strada, poiché non si tratta di un trasferimento dal demanio dello Stato a quello delle Regioni, ma di una delega in materia di viabilità, e pertanto la titolarità resta sempre in capo allo Stato.